# Paris-Roubaix 1910
La 15e édition de la course cycliste Paris-Roubaix a eu lieu le 27 mars 1910 et a été remportée pour la deuxième année consécutive par le Français Octave Lapize.

## Classement final
|    | Cycliste             | Équipe        | Temps           |
| -- | -------------------- | ------------- | --------------- |
| 1  | Octave Lapize        | Alcyon-Dunlop | 9 h 05 min 12 s |
| 2  | Cyrille van Hauwaert | Alcyon-Dunlop | m.t.            |
| 3  | Eugène Christophe    | Alcyon-Dunlop | m.t.            |
| 4  | Édouard Léonard      | Alcyon-Dunlop | + 48 s          |
| 5  | Charles Crupelandt   | Le Globe      | + 7 min 33 s    |
| 6  | René Vandenberghe    | -             | + 12 min 48 s   |
| 7  | Léon Georget         | La Française  | + 12 min 49 s   |
| 8  | Jules Masselis       | Alcyon-Dunlop | + 15 min 18 s   |
| 9  | Gustave Garrigou     | Alcyon-Dunlop | + 17 min 48 s   |
| 10 | Joseph van Daele     | -             | + 17 min 48 s   |